# Centre d'interprétation Paul-Gauguin
Le centre d'interprétation Paul-Gauguin, à l’origine connu sous le nom de musée Gauguin, situé au Carbet en Martinique, est consacré au séjour du peintre Paul Gauguin sur l’île en 1887.

## Historique
Le centre d'interprétation Paul-Gauguin était à l’origine connu sous le nom de musée Gauguin,.
En 1969, Georges Planet crée l’Association pour la création d’un musée Paul-Gauguin dans le but de commémorer le passage du célèbre peintre français à la Martinique. En 1973, la mairie du Carbet fait l’acquisition d’un terrain au Carbet non loin du lieu où Gauguin aurait vécu lors de son séjour. À cette époque Maïotte Dauphite prend la présidence de l’association et dirige le musée pendant près de 40 ans, consacrant sa vie à faire reconnaître l’importance du séjour martiniquais, alors méconnu, comme un tournant dans l’œuvre du peintre.
En 1978, le centre d’art musée Paul-Gauguin ouvre ses portes. Il ne possède pas d’œuvre originale mais propose des reproductions de la période martiniquaise et tahitienne de Gauguin interprétées par le peintre Scopas et des photographies. Y sont également
exposés l’arbre généalogique du peintre, des facsimilé des lettres à sa femme et ses amis, des copies de ses croquis. Le musée permettait aussi de découvrir le patrimoine martiniquais de la fin du XIXe siècle avec des vêtements, des céramiques, des mosaïques de l’époque.
En 2011, la communauté des communes du Nord de la Martinique — actuelle CAP Nord Martinique — propriétaire des bâtiments, entreprend des travaux de rénovation et de remise aux normes pour personnes à mobilité réduite. Le site est alors fermé pour plusieurs années. Simone Jos-Guillot devient présidente de l’association.
En 2012, l’association devient l’Association martiniquaise Paul-Gauguin et le musée Gauguin devient centre d’interprétation du patrimoine. Il est ouvert au public depuis le 13 juillet 2017.

## Objectifs
Le centre d'interprétation Paul-Gauguin a pour objectif de faire découvrir le séjour martiniquais du peintre et l’importance de ce séjour dans son évolution personnelle et artistique.
Le projet muséographique est redéfini autour du rayonnement des œuvres martiniquaises de Paul Gauguin et de Charles Laval et de la mise en valeur du patrimoine martiniquais (rural, naturel, culturel, architectural) à travers leurs œuvres grâce à une approche plurisensorielle. Le Centre proposera également des contenus et des animations pédagogiques et ludiques, au service de l’éducation artistique et de la démocratisation culturelle grâce à une orientation vers le multimédia et les nouvelles technologies. Il sera un tremplin pour les artistes plasticiens martiniquais et caribéens grâce à ses expositions temporaires.

## Gauguin et la Martinique
En avril 1887 Paul Gauguin et son ami peintre Charles Laval s’embarquent pour Panama "pour vivre en sauvage. […] . J’emporte mes couleurs et mes pinceaux, et je me retremperai loin de tous les hommes.». Gauguin travaille au percement du Canal dans des conditions difficiles et cherche rapidement à quitter l’île.
En juin 1887 les deux amis débarquent à La Martinique où ils avaient fait escale et s’installent au Carbet dans une ancienne case-à-nègres. Gauguin y passe environ 5 mois,.
C’est une révélation pour le peintre : « Je rapporterai une dizaine une douzaine de toiles dont quatre avec des figures bien supérieures à mon époque de Pont-Aven. […]  malgré ma faiblesse physique, je n’ai jamais eu une peinture aussi claire, aussi lucide par exemple beaucoup de fantaisie)».
Malgré sa maladie – la malaria contractée à Panama - Gauguin peint une quinzaine de toiles et réalise de  nombreux croquis, pastels et aquarelles. La Martinique est encore présente dans nombre d’œuvres réalisées à son retour en France : éventails, sculptures, zincographies...
Ainsi l’expérience martiniquaise a été un tournant dans la vie de l’artiste et a influencé sa peinture. Les œuvres qui en découlent constituent également un témoignage important du patrimoine et de la société martiniquaise rurale de la fin du XIXe siècle. 

## Œuvres martiniquaises

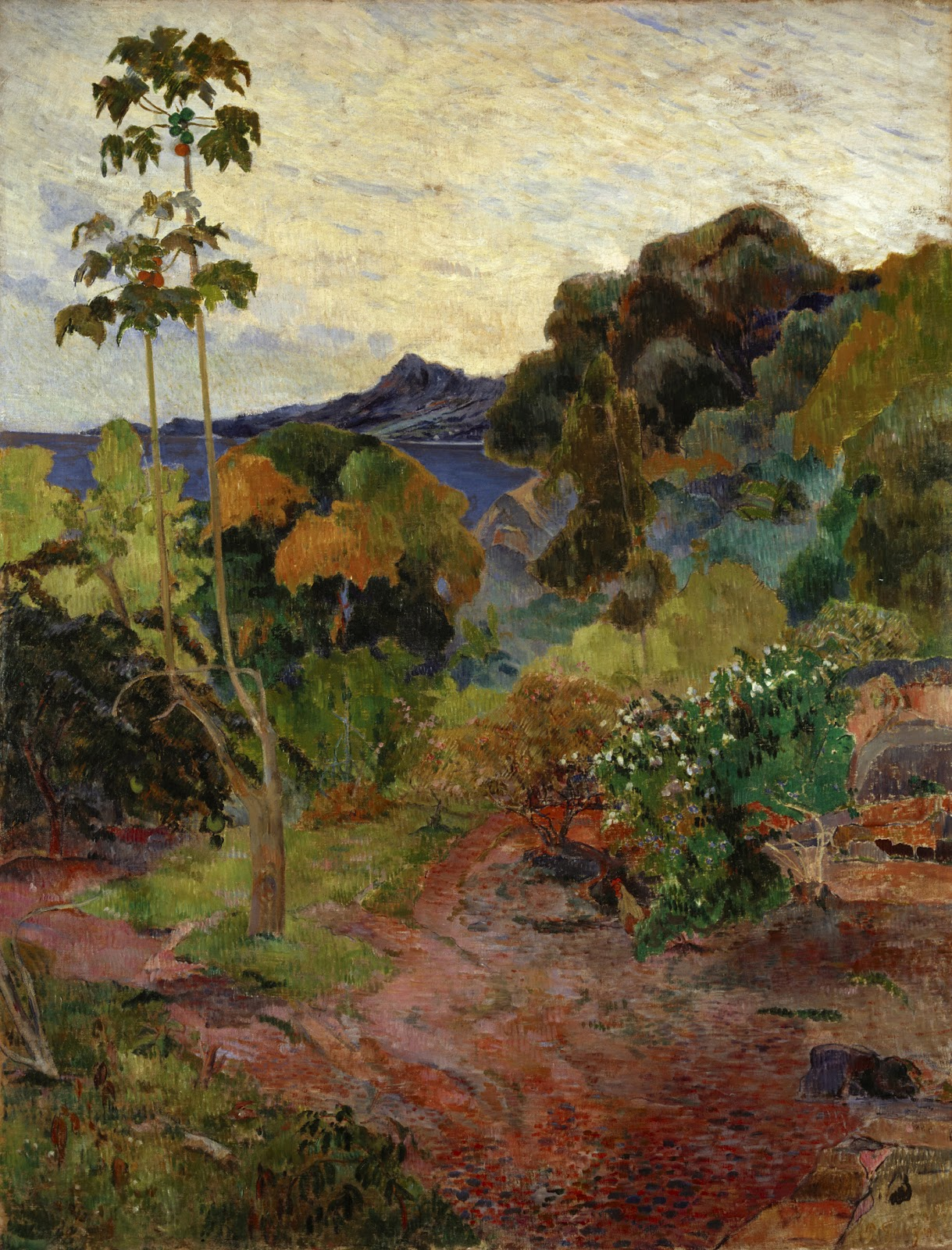
Végetation tropicale, 1887, Galerie nationale d'Écosse
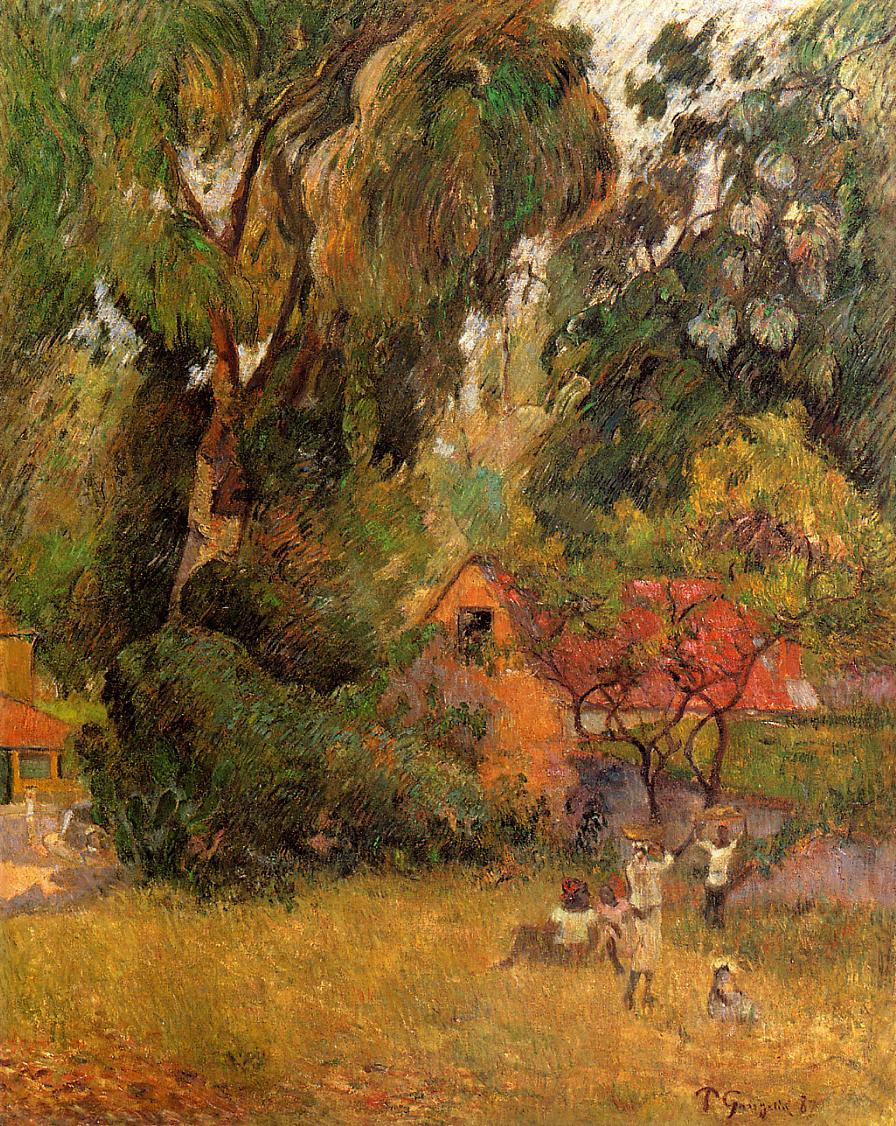
Huttes sous les arbres, 1887, collection privée, Washington
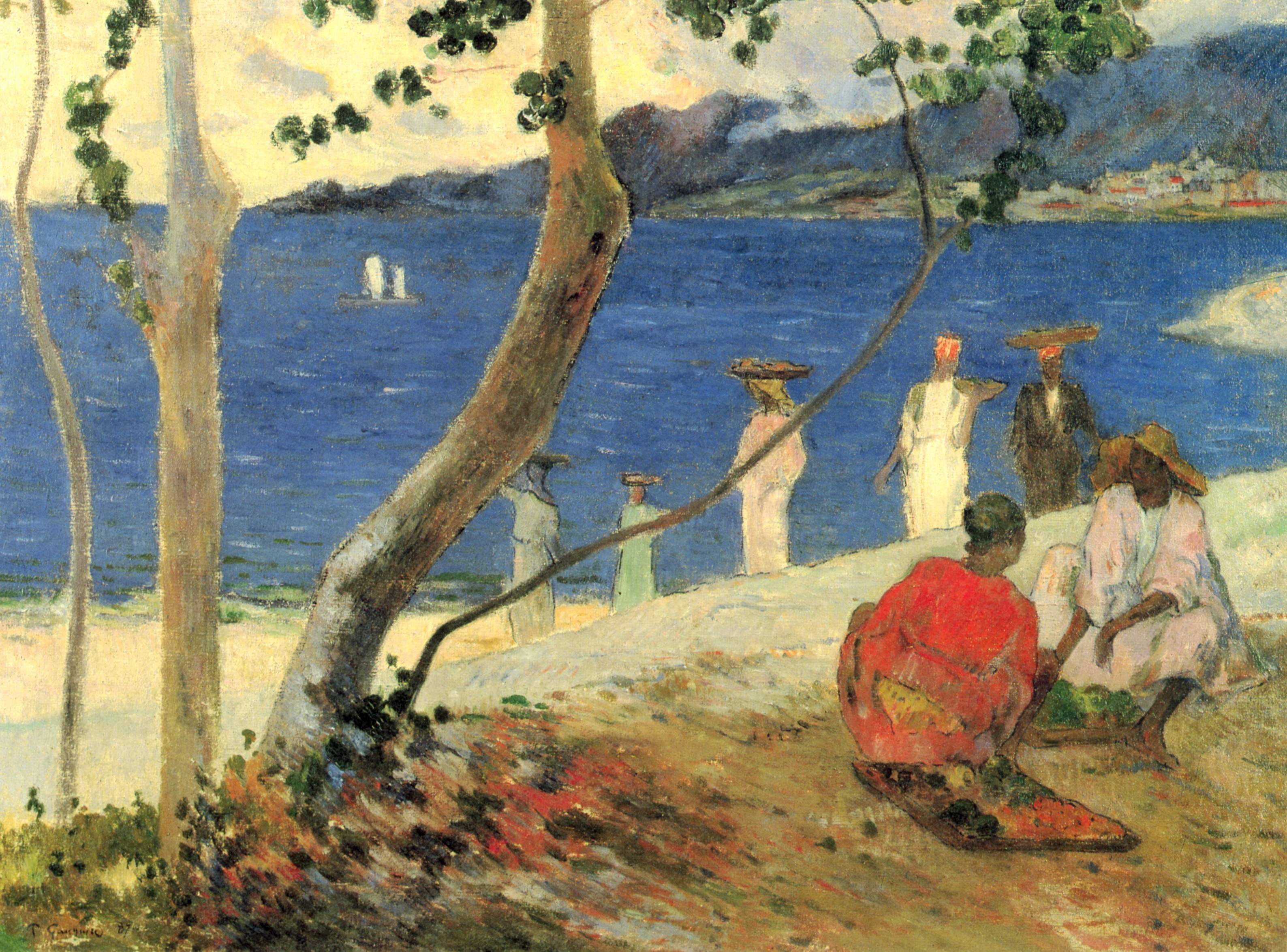
Bord de Mer II, 1887, collection privée, Paris
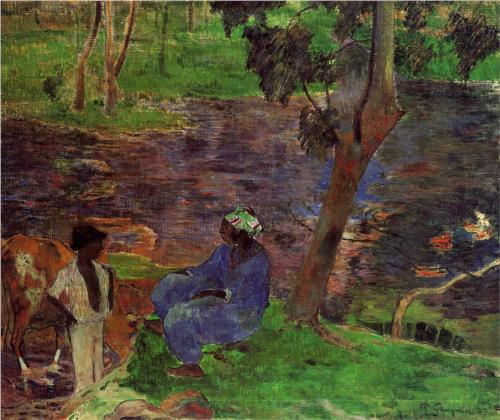
Au bord de l'étang, 1887, Van Gogh Museum, Amsterdam
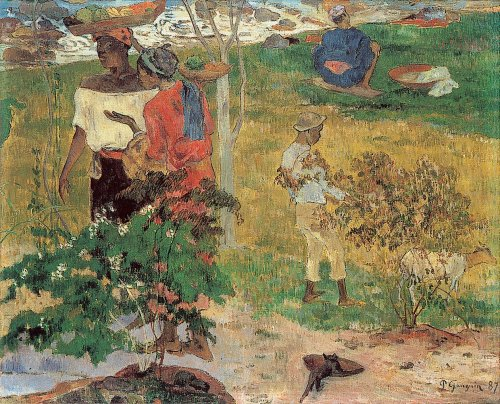
Conversation Tropiques (Négresses Causant), 1887, Private collection, Dallas
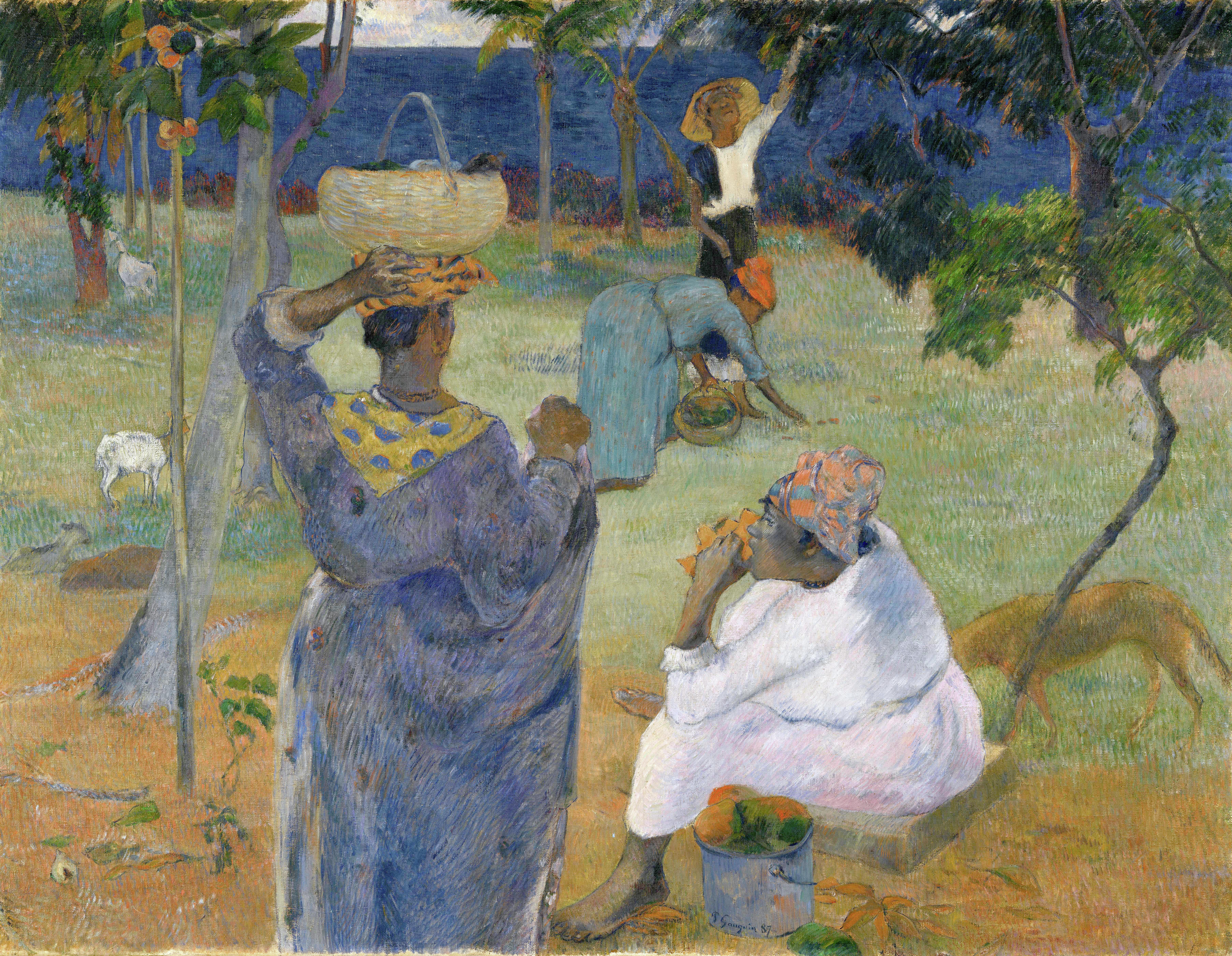
Aux Mangos (La Cueillette des Fruits), 1887, Van Gogh Museum, Amsterdam